# Acarospora Peak
Der Acarospora Peak ist ein Berggipfel 1,5 km nordöstlich und etwas unterhalb des Mount Czegka am südwestlichen Ende des Watson Escarpment.
Der United States Geological Survey kartierte ihn anhand von Luftaufnahmen der United States Navy zwischen 1960 und 1964. Das New Zealand Antarctic Place-Names Committee benannte ihn auf Vorschlag der Scott-Gletscher-Mannschaft bei der New Zealand Geological Survey Antarctic Expedition der Jahre 1969 bis 1970 nach der Flechte Acarospora emergens, die am Peak gefunden wurde.